# Negotinac
Negotinac (szerbül: Неготинац), település Szerbiában, a Raškai körzet Novi Pazar községében.

## Népesség
- 1948-ban 121 lakosa volt.
- 1953-ban 125 lakosa volt.
- 1961-ben 123 lakosa volt.
- 1971-ben 127 lakosa volt.
- 1981-ben 86 lakosa volt.
- 1991-ben 38 lakosa volt.
- 2002-ben 26 lakosa volt, akik mindannyian szerbek.